# Turcat-Méry

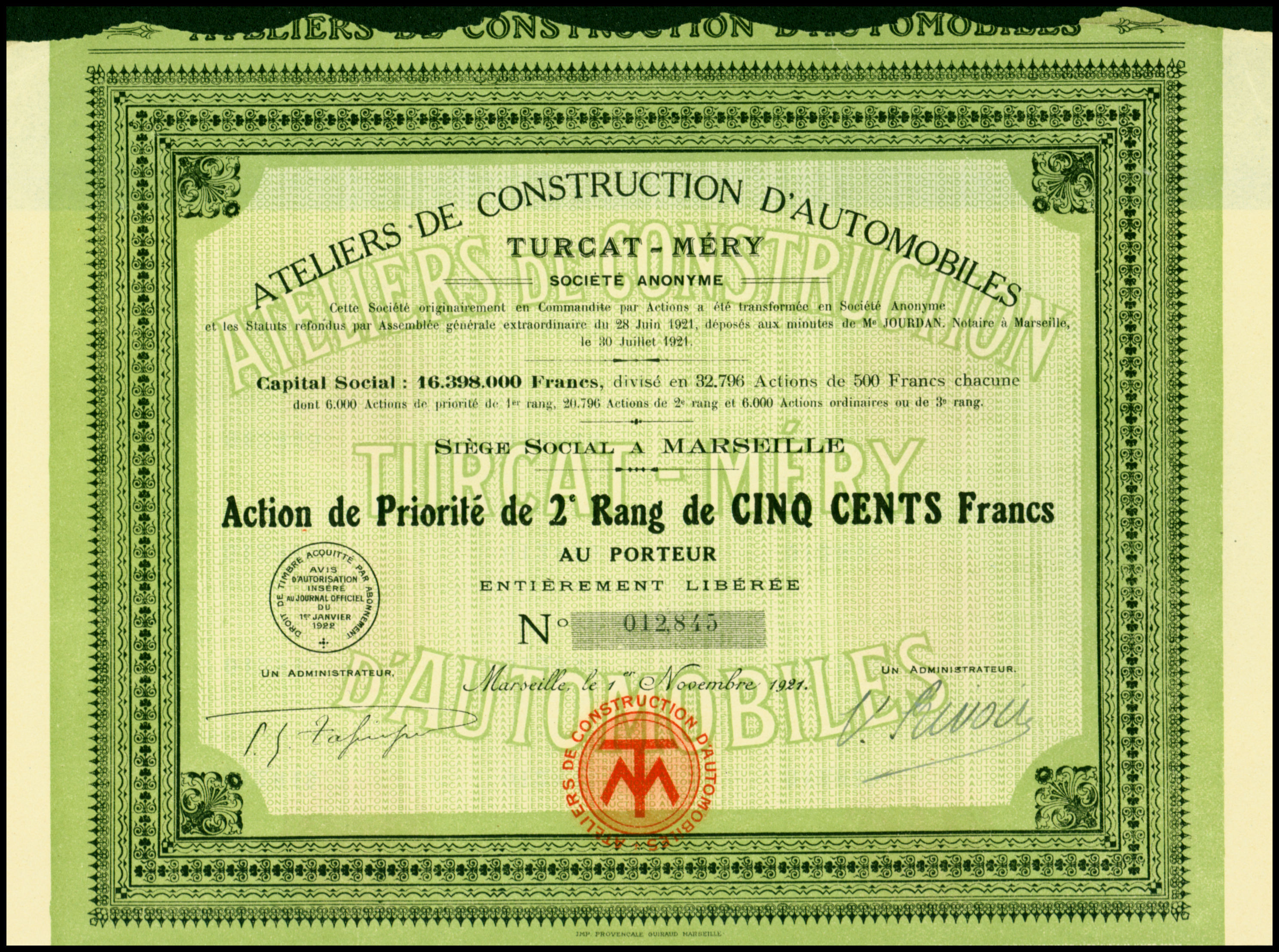
Aktie über 100 Francs der Ateliers de Construction d’Automobiles Turcat-Méry SA vom 1. November 1921

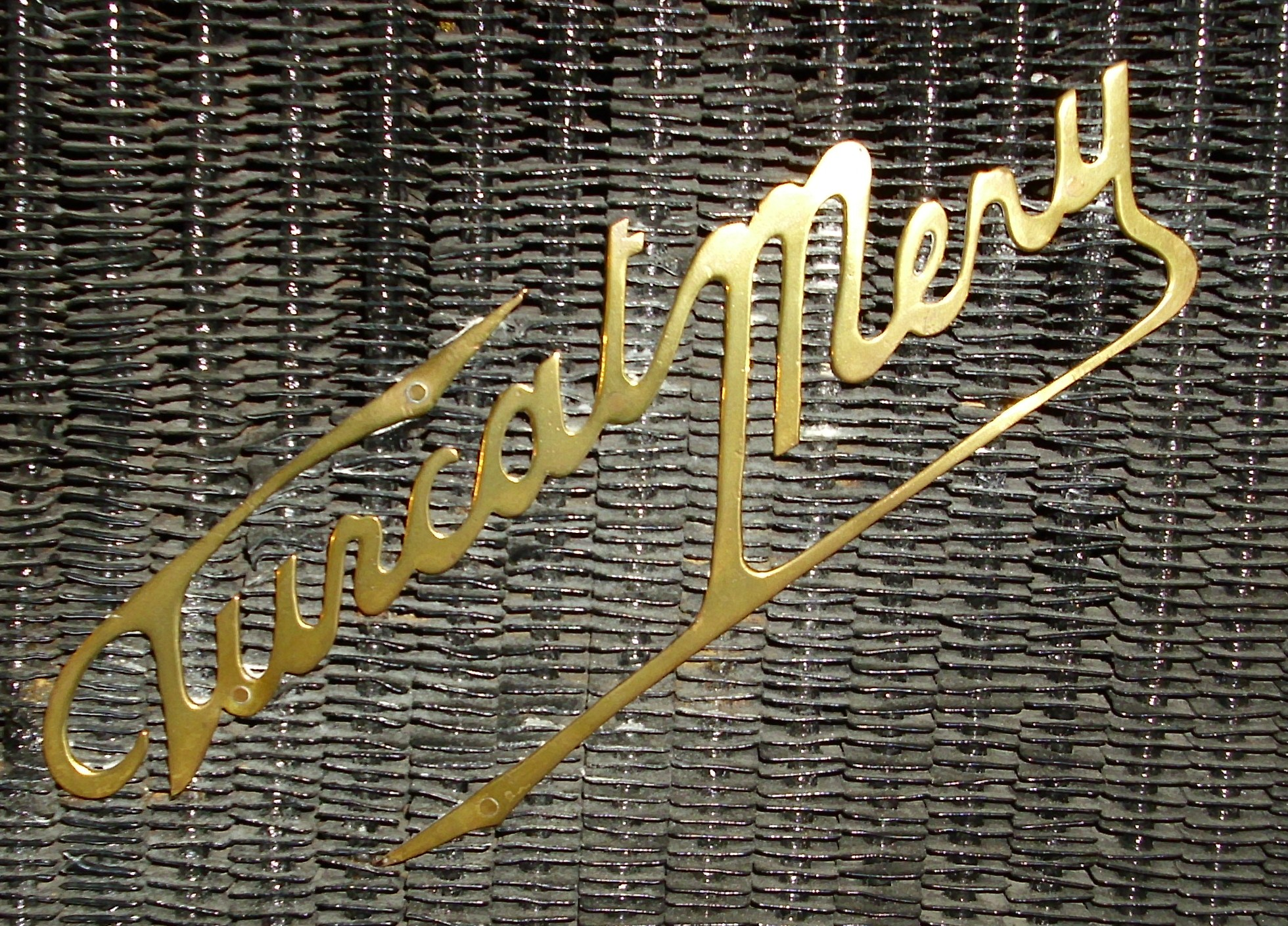
Schriftzug am Kühlergrill

Turcat-Méry war ein französischer Hersteller von Automobilen in Marseille.

## Unternehmensgeschichte
Alphonse Méry hatte 1895 ein Auto von Panhard & Levassor gekauft und danach eines von Peugeot. Er wollte daraufhin selber Fahrzeuge produzieren.
Léon Turcat und Simon Méry, je nach Quelle Schwäger oder Cousins, waren junge Techniker. Sie untersuchten die beiden Fahrzeuge von Mérys älterem Bruder Alphonse und entwickelten ab 1897 einige Prototypen. Sie erhielten acht Bestellungen. Daraufhin gründeten sie im Mai 1899 Les ateliers de constructions d’automobiles Turcat, Méry et Cie bzw. Société des Ateliers de Construction d’Automobiles Turcat, Méry et Cie.
Im Dezember 1901 kam es während des Pariser Autosalons zu einem Kontakt mit der Société de Dietrich et Cie de Lunéville, die daraufhin im Februar 1902 eine Lizenz erwarb. In der Folgezeit war das Unternehmen auch unterstützend bei De Dietrich tätig.
Das Unternehmen beteiligte sich an Autorennen. Außerdem fertigte es Bootsmotoren.
1911 endete die Lizenzfertigung bei Lorraine-Dietrich, der Nachfolgemarke von De Dietrich. Zu der Zeit entstanden in Marseille 300 Fahrzeuge pro Jahr.
Während des Ersten Weltkriegs wurden Lieferwagen und Kriegsmaterialen gefertigt. Zu dieser Zeit waren 2500 Pesonen beschäftigt.
Nach Kriegsende sollte die Produktion wieder in großen Stückzahlen anlaufen. Lieferschwierigkeiten und Preiserhöhungen der Lieferanten sorgten für Probleme. Die Abgabepreise der Fahrzeuge konnten nicht im gleichen Maße angepasst werden. Am 24. Dezember 1920 kam es zur Zahlungsunfähigkeit.
Anfang 1921 übernahmen Banken das Unternehmen. Sie wandelten es in eine Aktiengesellschaft um. Die neue Firmierung lautete gemäß einer Quelle Automobiles Turcat-Méry SA, allerdings steht auf der Aktie Ateliers de Construction d’Automobiles Turcat-Méry SA. Henri Estier blieb Präsident. Léon Turcat und Simon Méry wurden zu einfachen Angestellten und später entlassen.
1924 gab es erneut finanzielle Probleme. Arthur Provenzal kaufte die Mehrheit der Aktien und änderte die Firma in Société anonyme des ateliers de construction automobiles Turcat-Méry. Louis Mouren leitete nun das Unternehmen.
Ab 1927 wurden Motoren von CIME und S.C.A.P. zugekauft, um Kosten zu senken.
1928 endete die Fahrzeugproduktion und 1929 die Vermarktung. 1929 wurde das Unternehmen liquidiert.

## Fahrzeuge
1899 entstand das erste Auto. Es hatte einem Vierzylindermotor mit 2600 cm³ Hubraum. 1901 folgte ein Zweizylindermodell. 1907 erschien das erste Sechszylindermodell mit 10.200 cm³ Hubraum. Bis zum Ersten Weltkrieg entstanden ausschließlich große Vierzylindermodelle. Die Motoren hatten wahlweise 2600, 3300, 4100, 4700 oder 6300 cm³ Hubraum.
Nach 1918 wurden kleinere Modelle hergestellt. Zunächst erschien ein Fahrzeug im Vorkriegsdesign mit einem Vierzylindermotor, 2977 cm³ Hubraum und seitlichen Ventilen. 1923 ergänzte ein modernerer Vierzylindermotor mit 2848 cm³ Hubraum und OHC-Ventilsteuerung das Sortiment. Es folgte ein vergleichbarer Motor mit 2388 cm³ Hubraum.
Louis Mouren ging 1926 dazu über, Motoren anderer Hersteller zu verwenden. Zur Wahl standen zunächst Vierzylindermotoren von CIME mit 1200 cm³ Hubraum und SCAP mit 1614 cm³ Hubraum. 1927 ergänzten ein Sechszylindermotor von CIME mit 1215 cm³ Hubraum und seitlichen Ventilen sowie ein Reihen-Achtzylindermotor von S.C.A.P. mit 2340 cm³ Hubraum und OHV-Ventilsteuerung das Sortiment.

## Modellübersicht

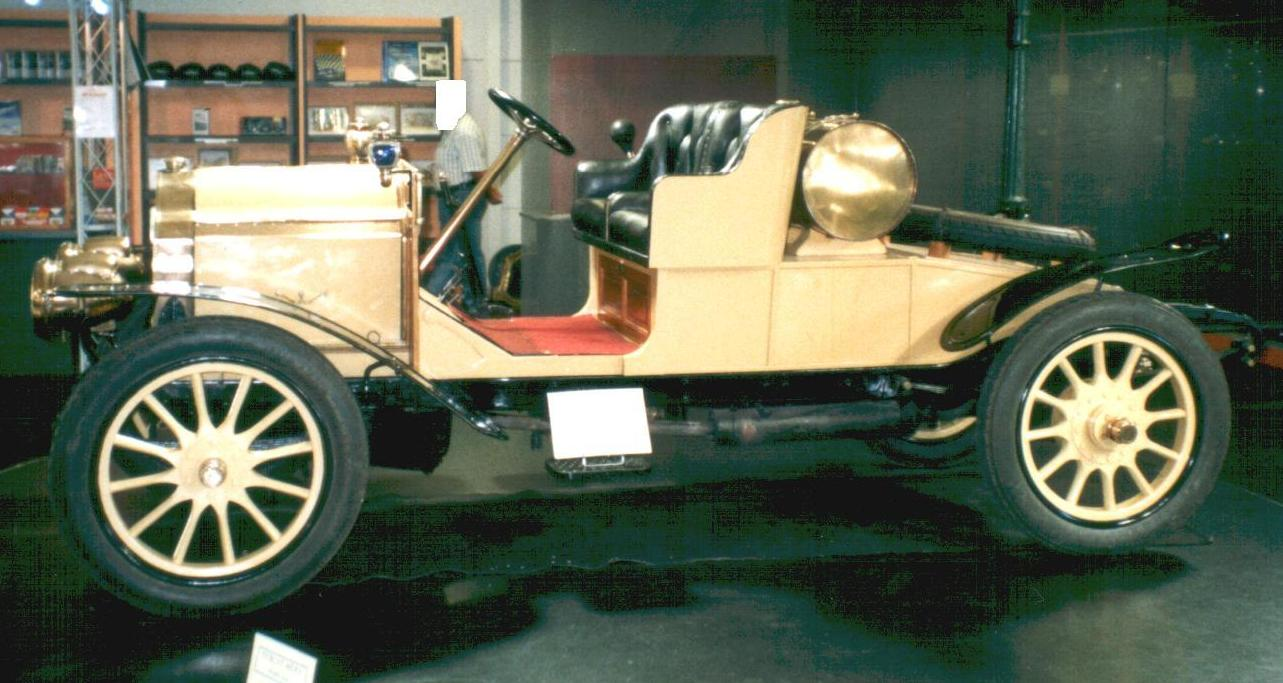
Turcat-Méry von 1906 in einem Museum. Dort als 16/24 CV Sport mit 2600 cm³ Hubraum angegeben.

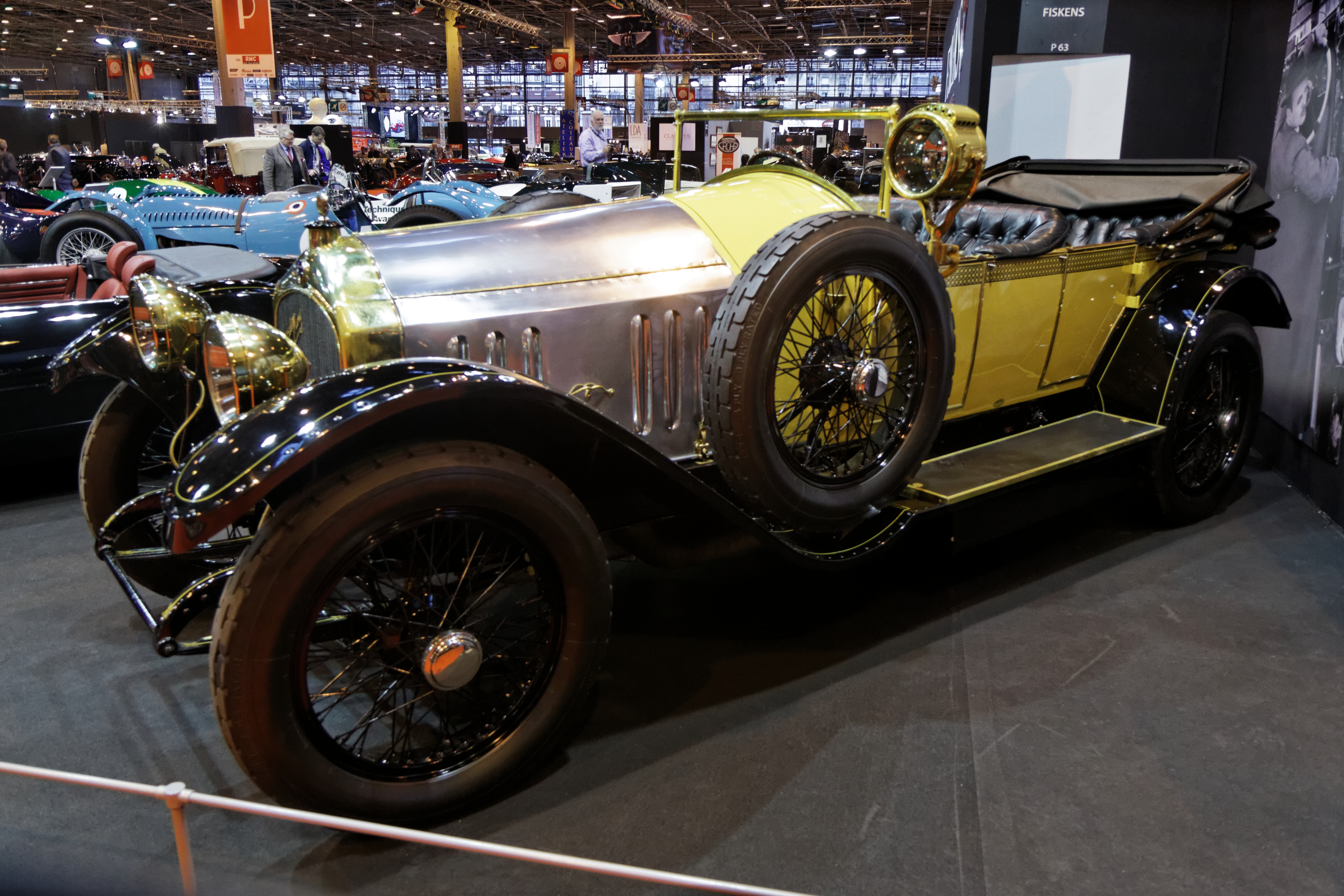
Turcat-Méry Type MJ von 1913

| Jahr      | Modell                   | Serie | Zylinder | Bohrung (mm) | Hub (mm) | Hubraum (cm³) | Motorleistung oder Steuereinstufung (PS oder CV) | Radstand (cm) | Text                              |
| --------- | ------------------------ | ----- | -------- | ------------ | -------- | ------------- | ------------------------------------------------ | ------------- | --------------------------------- |
| 1897–1900 | Prototypen               |       | 4        |              |          |               |                                                  |               |                                   |
| 1901      | Zweizylindermodell 1901  |       | 2        | 80           | 130      | 1307          |                                                  |               |                                   |
| 1901      | Type A                   |       | 4        | 80           | 130      | 2614          |                                                  |               |                                   |
| 1902      | Type B                   |       | 4        | 80           | 130      | 2614          |                                                  |               |                                   |
| 1903      | Vierzylindermodell 1903  |       | 4        | 100          | 140      | 4398          |                                                  |               |                                   |
| 1904      | Type C                   |       | 4        | 80           | 130      | 2614          |                                                  |               |                                   |
| 1906      | Type D                   |       | 4        | 64           | 130      | 1673          |                                                  |               |                                   |
| 1907      | Type E                   |       | 4        | 70           | 130      | 2001          |                                                  |               |                                   |
| 1907      | Sechszylindermodell 1907 |       | 6        | 120          | 120      | 8143          |                                                  |               |                                   |
| 1908      | Type FM                  | 165   | 4        | 120          | 140      | 6333          | 28                                               | 3060          |                                   |
| 1909      | Type GG                  | 180   | 4        | 80           | 120      | 2413          | 14                                               | 2815          |                                   |
| 1909      | Type GH                  | 215   | 4        | 90           | 120      | 3054          | 18                                               | 3100          |                                   |
| 1910      | Type HGG                 | 250   | 4        | 80           | 120      | 2413          | 14                                               | 3030          |                                   |
| 1910      | Type HGH                 | 272   | 4        | 90           | 120      | 3054          | 18                                               | 3030          |                                   |
| 1910      | Type HI                  | 272   | 4        | 100          | 130      | 4084          | 25                                               | 3170          |                                   |
| 1911      | Type KG                  | 412   | 4        | 80           | 130      | 2614          | 14                                               | 3090          |                                   |
| 1911      | Type KH                  | 400   | 4        | 90           | 130      | 3308          | 18                                               | 3090          |                                   |
| 1911      | Type KI                  | 352   | 4        | 100          | 130      | 4084          | 25                                               | 3170          |                                   |
| 1912–1914 | Type LG                  |       | 4        | 80           | 130      | 2614          | 14                                               | 3170          |                                   |
| 1912      | Type LH                  | 635   | 4        | 90           | 130      | 3308          | 18                                               | 3090          |                                   |
| 1912      | Type LI                  | 715   | 4        | 100          | 130      | 4084          | 25                                               | 3170          |                                   |
| 1913      | Type MK                  |       | 4        | 80           | 130      | 2614          | 14                                               | 3090          |                                   |
| 1913–1914 | Type MH                  | 800   | 4        | 90           | 130      | 3308          | 18                                               |               |                                   |
| 1913–1914 | Type MI                  | 900   | 4        | 100          | 150      | 4712          | 28                                               | 3190          |                                   |
| 1913–1914 | Type MJ                  | 1003  | 4        | 110          | 160      | 6082          | 35                                               | 3380          |                                   |
| 1914      | Type NH                  | 1599  | 4        | 90           | 140      | 3563          | 20                                               | 3130          |                                   |
| 1914?     | Type NF                  | 1700  | 4        | 75           | 140      | 2474          | 12                                               | 3060          |                                   |
| 1915      | Type NH                  |       | 4        | 90           | 140      | 3563          | 20                                               |               | Lkw, Vierzylindermotor anzunehmen |
| 1915?     | Type MH                  |       | 4        | 90           | 130      | 3308          | 18                                               |               | Lkw, Vierzylindermotor anzunehmen |
| 1919      | Type PJ                  |       | 4        | 110          | 160      | 6082          | 40                                               |               |                                   |
| 1920–1922 | Type PG                  | 4000  | 4        | 80           | 150      | 3016          | 15                                               | 3280          |                                   |
| 1922      | Type PG Spt.             |       | 4        | 80           | 150      | 3016          | 75                                               |               | 15/25 CV Tour de course           |
| 1923      | Type QG                  | 5000  | 4        | 79,5         | 150      | 2978          | 15                                               | 3280          |                                   |
| 1923–1925 | Type RGH                 | 3200  | 4        | 82,5         | 140      | 2994          | 15                                               | 2850          |                                   |
| 1924      | Type SG                  | 6200  | 4        | 79,5         | 150      | 2978          | 15                                               | 3280          |                                   |
| 1925–1928 | Type UG                  | 7000  | 4        | 79,6         | 150      | 2986          | 12                                               | 3280          |                                   |
| 1925–1927 | Type UG Spt.             |       | 4        | 79,6         | 150      | 2986          | 12                                               | 2950          |                                   |
| 1927–1928 | Type VD                  |       | 4        | 64           | 93,5     | 1203          | 7/8                                              | 2760          |                                   |
| 1927–1928 | Type VF                  |       | 4        | 70           | 105      | 1616          | 10                                               | 3050          |                                   |
| 1928–1929 | Type VD6                 |       | 6        | 56           | 82       | 1212          | 8/9                                              | 2850          |                                   |
| 1928–1929 | Type VF6                 |       | 6        | 63           | 90       | 1683          | 10/11                                            | 3150          |                                   |
| 1928–1929 | Type WG8                 |       | 8        | 63           | 94       | 2344          | 13/14                                            | 3150          |                                   |
| 1928–1929 | Type WG8 court           |       | 8        | 63           | 94       | 2344          | 13/14                                            | 2850          |                                   |

Quelle:

## Automobilsport

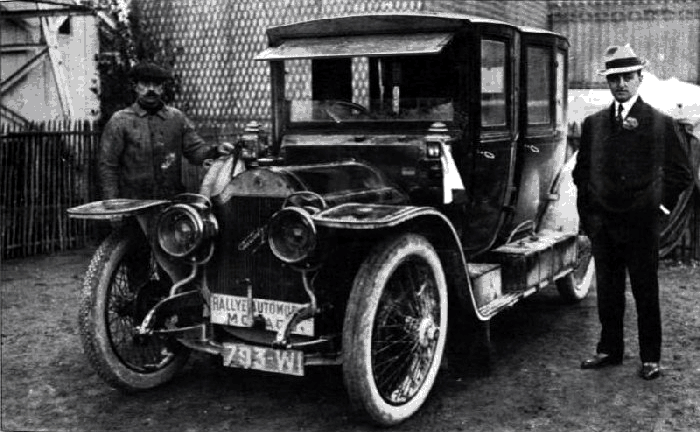
Turcat-Méry 25 CV von 1911, Siegerfahrzeug der ersten Rallye Monte Carlo

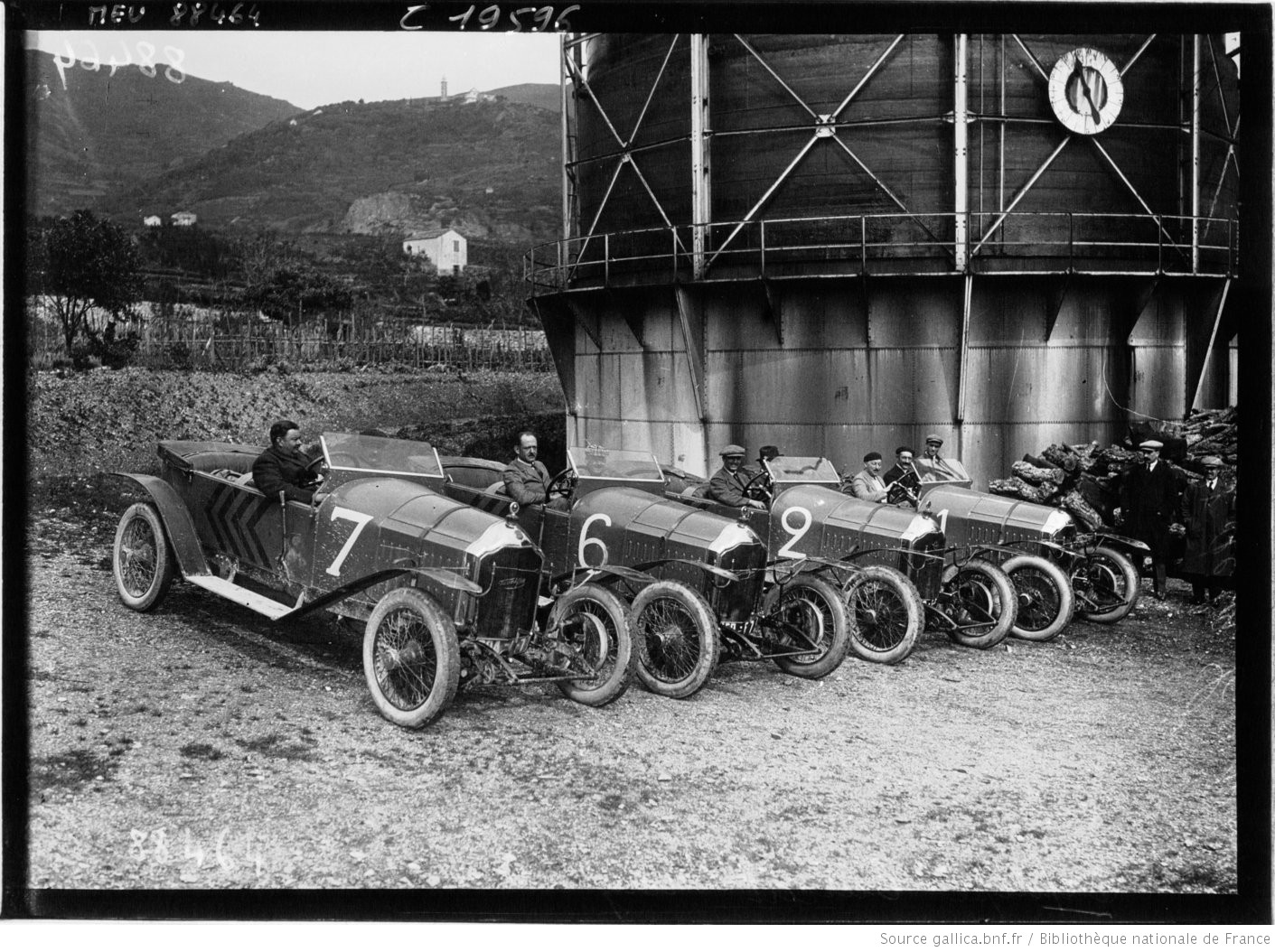
Rennteam von 1921

Die Fahrzeuge erzielten 1903 beim Rennen Paris–Madrid den 9. Platz und 1904 beim Gordon-Bennett-Rennen mit dem Fahrer Henri Louis Rougier den 3. Platz. Ebenfalls Rougier gewann mit einem 25 CV die erste Rallye Monte Carlo. 1921 erreichte Rougier den 2. Platz bei Circuit de Corse vor drei weiteren Turcat-Méry-Rennwagen.
Ein Fahrzeug dieser Marke ist im Musée de l’Automobile de Valençay in Valençay zu besichtigen.